# IDVD
Het inmiddels stopgezette iDVD is een computerprogramma voor Apple-computers om gerenderd videomateriaal op dvd te branden.
Dit programma brandt bijvoorbeeld het door iMovie, Final Cut express of Final Cut Pro aangeleverd videomateriaal op vrijwel alle dvd-media (dvd-r; -rw; +r; +rw). De uiteindelijke dvd ziet er bijna professioneel uit door het gebruik van dynamische effectgebieden, vele thema's en de integratie met de andere iLife-software.
IDVD maakte deel uit van iLife, een pakket programma's voor het bewerken en bewaren van digitale mediabestanden, zoals geluid en stilstaande en bewegende beelden
IDVD 7 werd meegeleverd bij iLife '09 en grotendeels ongewijzigd bij de winkelversie op dvd van iLife '11. Sedertdien biedt Apple zijn applicaties echter niet meer op optische schijven aan, maar hoofdzakelijk op de online app store. Apple heeft nagelaten om ook een versie van iDVD uit te brengen op de app store, waardoor de consument naar de dvd van iLife dient te zoeken.
De toekomst van iDVD was lange tijd erg onzeker, omdat het geen grote updates heeft gekregen sinds versie 7 uit 2008, omdat Apple heeft nagelaten om het programma op de app store aan te bieden en omdat optische media steeds minder belangrijk worden. De huidige Macs hebben daarnaast ook geen optische stations meer.